# Coppa Italia Primavera 1996-1997
La Coppa Italia Primavera 1996-1997 è stata la venticinquesima edizione del torneo riservato alle squadre giovanili iscritte al Campionato Primavera.
La vittoria finale è andata per la prima volta al Napoli, allenato da Vincenzo Montefusco.

## Primo turno
- Andata: 12, 14 e 19 settembre; ritorno: 21, 28 e 30 settembre 1996.
- Le vincitrici dei 16 gironi passano agli ottavi di finale.

| and.  | GIRONE A          | rit.  |
| ----- | ----------------- | ----- |
| 0 - 0 | Bologna - Perugia | 0 - 2 |
| 3 - 2 | Bologna - Cesena  | 0 - 1 |
| 1 - 1 | Cesena - Perugia  | 0 - 2 |

| Class. Girone A | P.ti | G | V | N | P | GF | GS | DR |
| --------------- | ---- | - | - | - | - | -- | -- | -- |
| Perugia         | 8    | 4 | 2 | 2 | 0 | 5  | 1  | +4 |
| Cesena          | 4    | 4 | 1 | 1 | 2 | 4  | 6  | -2 |
| Bologna         | 4    | 4 | 1 | 1 | 2 | 3  | 5  | -2 |

| and.  | GIRONE B           | rit.  |
| ----- | ------------------ | ----- |
| 1 - 1 | Brescia - Reggiana | 2 - 0 |
| 4 - 0 | Brescia - Genoa    | 3 - 0 |
| 1 - 1 | Genoa - Reggiana   | 2 - 1 |

| Class. Girone B | P.ti | G | V | N | P | GF | GS | DR |
| --------------- | ---- | - | - | - | - | -- | -- | -- |
| Brescia         | 10   | 4 | 3 | 1 | 0 | 10 | 1  | +9 |
| Genoa           | 4    | 4 | 1 | 1 | 2 | 3  | 9  | -6 |
| Reggiana        | 2    | 4 | 0 | 2 | 2 | 3  | 6  | -3 |

| and.  | GIRONE C              | rit.  |
| ----- | --------------------- | ----- |
| 2 - 2 | Cagliari - Lucchese   | 1 - 1 |
| 4 - 1 | Cagliari - Fiorentina | 0 - 0 |
| 2 - 0 | Fiorentina - Lucchese | 2 - 0 |

| Class. Girone C | P.ti | G | V | N | P | GF | GS | DR |
| --------------- | ---- | - | - | - | - | -- | -- | -- |
| Fiorentina      | 7    | 4 | 2 | 1 | 1 | 5  | 4  | +1 |
| Cagliari        | 6    | 4 | 1 | 3 | 0 | 7  | 4  | +3 |
| Lucchese        | 2    | 4 | 0 | 2 | 2 | 3  | 7  | -4 |

| and.  | GIRONE D           | rit.  |
| ----- | ------------------ | ----- |
| 1 - 0 | Milan - Pro Sesto  | 3 - 1 |
| 1 - 1 | Milan - Padova     | 2 - 1 |
| 3 - 1 | Padova - Pro Sesto | 2 - 2 |

| Class. Girone D | P.ti | G | V | N | P | GF | GS | DR |
| --------------- | ---- | - | - | - | - | -- | -- | -- |
| Milan           | 10   | 4 | 3 | 1 | 0 | 7  | 3  | +4 |
| Padova          | 5    | 4 | 1 | 2 | 1 | 7  | 6  | +1 |
| Pro Sesto       | 1    | 4 | 0 | 1 | 3 | 4  | 9  | -5 |

| and.  | GIRONE E          | rit.  |
| ----- | ----------------- | ----- |
| 0 - 2 | Como - Verona     | 0 - 2 |
| 0 - 1 | Como - Juventus   | 1 - 2 |
| 1 - 1 | Juventus - Verona | 3 - 0 |

| Class. Girone E | P.ti | G | V | N | P | GF | GS | DR |
| --------------- | ---- | - | - | - | - | -- | -- | -- |
| Juventus        | 10   | 4 | 3 | 1 | 0 | 7  | 2  | +5 |
| Verona          | 7    | 4 | 2 | 1 | 0 | 5  | 4  | +1 |
| Como            | 0    | 4 | 0 | 0 | 4 | 1  | 7  | -6 |

| and.  | GIRONE F         | rit.  |
| ----- | ---------------- | ----- |
| 0 - 5 | Chievo - Udinese | 0 - 2 |
| 1 - 3 | Chievo - Parma   | 1 - 6 |
| 0 - 4 | Udinese - Parma  | 2 - 1 |

| Class. Girone F | P.ti | G | V | N | P | GF | GS | DR  |
| --------------- | ---- | - | - | - | - | -- | -- | --- |
| Parma           | 9    | 4 | 3 | 0 | 1 | 14 | 4  | +10 |
| Udinese         | 9    | 4 | 3 | 0 | 1 | 9  | 5  | +4  |
| Chievo          | 0    | 4 | 0 | 0 | 4 | 2  | 16 | -14 |

| and.  | GIRONE G              | rit.  |
| ----- | --------------------- | ----- |
| 1 - 1 | Cremonese - Sampdoria | 0 - 0 |
| 0 - 2 | Cremonese - Empoli    | 0 - 4 |
| 1 - 1 | Empoli - Sampdoria    | 3 - 3 |

| Class. Girone G | P.ti | G | V | N | P | GF | GS | DR |
| --------------- | ---- | - | - | - | - | -- | -- | -- |
| Empoli          | 8    | 4 | 2 | 2 | 0 | 10 | 4  | +6 |
| Sampdoria       | 4    | 4 | 0 | 4 | 0 | 5  | 5  | 0  |
| Cremonese       | 2    | 4 | 0 | 2 | 2 | 1  | 7  | -6 |

| and.  | GIRONE H            | rit.  |
| ----- | ------------------- | ----- |
| 2 - 2 | Atalanta - Piacenza | 2 - 2 |
| 2 - 0 | Atalanta - Carpi    | 7 - 0 |
| 1 - 1 | Carpi - Piacenza    | 0 - 2 |

| Class. Girone H | P.ti | G | V | N | P | GF | GS | DR  |
| --------------- | ---- | - | - | - | - | -- | -- | --- |
| Atalanta        | 8    | 4 | 2 | 2 | 0 | 13 | 4  | +9  |
| Piacenza        | 6    | 4 | 1 | 3 | 0 | 7  | 5  | +2  |
| Carpi           | 1    | 4 | 0 | 1 | 3 | 1  | 12 | -11 |

| and.  | GIRONE I          | rit.  |
| ----- | ----------------- | ----- |
| 0 - 1 | Inter - Venezia   | 1 - 0 |
| 4 - 1 | Inter - Ravenna   | 2 - 0 |
| 1 - 1 | Ravenna - Venezia | 1 - 2 |

| Class. Girone I | P.ti | G | V | N | P | GF | GS | DR |
| --------------- | ---- | - | - | - | - | -- | -- | -- |
| Inter           | 9    | 4 | 3 | 0 | 1 | 7  | 2  | +5 |
| Venezia         | 7    | 4 | 2 | 1 | 1 | 4  | 3  | +1 |
| Ravenna         | 1    | 4 | 0 | 1 | 3 | 3  | 9  | -6 |

| and.  | GIRONE L         | rit.  |
| ----- | ---------------- | ----- |
| 1 - 0 | Monza - Vicenza  | 0 - 2 |
| 0 - 1 | Monza - Torino   | 0 - 1 |
| 3 - 1 | Torino - Vicenza | 1 - 1 |

| Class. Girone L | P.ti | G | V | N | P | GF | GS | DR |
| --------------- | ---- | - | - | - | - | -- | -- | -- |
| Torino          | 10   | 4 | 3 | 1 | 0 | 6  | 2  | +4 |
| Vicenza         | 4    | 4 | 1 | 1 | 2 | 4  | 5  | -1 |
| Monza           | 3    | 4 | 1 | 0 | 3 | 1  | 4  | -3 |

| and.  | GIRONE M                          | rit.  |
| ----- | --------------------------------- | ----- |
| 2 - 0 | Bari - Castel di Sangro           | 1 - 0 |
| 3 - 0 | Bari - Fidelis Andria             | 2 - 1 |
| 1 - 0 | Fidelis Andria - Castel di Sangro | 1 - 2 |

| Class. Girone M  | P.ti | G | V | N | P | GF | GS | DR |
| ---------------- | ---- | - | - | - | - | -- | -- | -- |
| Bari             | 12   | 4 | 4 | 0 | 0 | 8  | 1  | +7 |
| Castel di Sangro | 3    | 4 | 1 | 0 | 3 | 2  | 5  | -3 |
| Fidelis Andria   | 3    | 4 | 1 | 0 | 3 | 3  | 7  | -4 |

| and.  | GIRONE N                | rit.  |
| ----- | ----------------------- | ----- |
| 5 - 0 | Carrarese - Salernitana | 0 - 3 |
| 1 - 3 | Carrarese - Roma        | 0 - 6 |
| 4 - 0 | Roma - Salernitana      | 2 - 2 |

| Class. Girone N | P.ti | G | V | N | P | GF | GS | DR  |
| --------------- | ---- | - | - | - | - | -- | -- | --- |
| Roma            | 10   | 4 | 3 | 1 | 0 | 15 | 3  | +12 |
| Salernitana     | 4    | 4 | 1 | 1 | 2 | 5  | 11 | -6  |
| Carrarese       | 3    | 4 | 1 | 0 | 3 | 6  | 12 | -6  |

| and.  | GIRONE O        | rit.  |
| ----- | --------------- | ----- |
| 1 - 2 | Ascoli - Lecce  | 1 - 1 |
| 1 - 0 | Ascoli - Foggia | 2 - 1 |
| 2 - 2 | Foggia - Lecce  | 1 - 3 |

| Class. Girone O | P.ti | G | V | N | P | GF | GS | DR |
| --------------- | ---- | - | - | - | - | -- | -- | -- |
| Lecce           | 8    | 4 | 2 | 2 | 0 | 8  | 5  | +3 |
| Ascoli          | 7    | 4 | 2 | 1 | 1 | 5  | 4  | +1 |
| Foggia          | 1    | 4 | 0 | 1 | 3 | 4  | 8  | -4 |

| and.  | GIRONE P            | rit.  |
| ----- | ------------------- | ----- |
| 2 - 2 | Lazio - Pescara     | 2 - 1 |
| 0 - 1 | Lazio - Lodigiani   | 0 - 1 |
| 1 - 0 | Lodigiani - Pescara | 3 - 1 |

| Class. Girone P | P.ti | G | V | N | P | GF | GS | DR |
| --------------- | ---- | - | - | - | - | -- | -- | -- |
| Lodigiani       | 12   | 4 | 4 | 0 | 0 | 6  | 1  | +5 |
| Lazio           | 4    | 4 | 1 | 1 | 2 | 4  | 5  | -1 |
| Pescara         | 1    | 4 | 0 | 1 | 3 | 4  | 8  | -4 |

| and.  | GIRONE Q            | rit.  |
| ----- | ------------------- | ----- |
| 2 - 1 | Catanzaro - Napoli  | 0 - 4 |
| 1 - 2 | Catanzaro - Cosenza | 1 - 3 |
| 1 - 2 | Cosenza - Napoli    | 0 - 2 |

| Class. Girone Q | P.ti | G | V | N | P | GF | GS | DR |
| --------------- | ---- | - | - | - | - | -- | -- | -- |
| Napoli          | 9    | 4 | 3 | 0 | 1 | 9  | 3  | +6 |
| Cosenza         | 6    | 4 | 2 | 0 | 2 | 6  | 6  | 0  |
| Catanzaro       | 3    | 4 | 1 | 0 | 3 | 4  | 10 | -6 |

| and.  | GIRONE R                   | rit.  |
| ----- | -------------------------- | ----- |
| 0 - 0 | Atletico Catania - Reggina | 0 - 0 |
| 1 - 2 | Atletico Catania - Palermo | 1 - 1 |
| 0 - 1 | Palermo - Reggina          | 2 - 3 |

| Class. Girone R  | P.ti | G | V | N | P | GF | GS | DR |
| ---------------- | ---- | - | - | - | - | -- | -- | -- |
| Reggina          | 8    | 4 | 2 | 2 | 0 | 4  | 2  | +2 |
| Palermo          | 4    | 4 | 1 | 1 | 2 | 5  | 6  | -1 |
| Atletico Catania | 3    | 4 | 0 | 3 | 1 | 2  | 3  | -1 |

## Ottavi di finale
| Squadra 1 | Totale          | Squadra 2  | Andata     | Ritorno    |
| --------- | --------------- | ---------- | ---------- | ---------- |
|           |                 |            | 23.10.1996 | 06.11.1996 |
| Inter     | 3 - 7           | Torino     | 1 - 6      | 2 - 1      |
| Perugia   | 0 - 5           | Brescia    | 0 - 0      | 0 - 5      |
| Milan     | 0 - 0 (5-6 dcr) | Fiorentina | 0 - 0      | 0 - 0      |
| Juventus  | 3 - 3 gfc       | Parma      | 1 - 1      | 2 - 2      |
| Atalanta  | 5 - 2           | Empoli     | 2 - 0      | 3 - 2      |
| Bari      | 2 - 3           | Roma       | 0 - 1      | 2 - 2      |
| Lecce     | 3 - 1           | Lodigiani  | 1 - 0      | 2 - 1      |
| Reggina   | 1 - 1 gfc       | Napoli     | 1 - 1      | 0 - 0      |

## Quarti di finale
| Squadra 1 | Totale | Squadra 2  | Andata     | Ritorno    |
| --------- | ------ | ---------- | ---------- | ---------- |
|           |        |            | 11.12.1996 | 21.12.1996 |
| Atalanta  | 4 - 1  | Juventus   | 2 - 0      | 2 - 1      |
| Brescia   | 2 - 4  | Fiorentina | 0 - 2      | 2 - 2      |
| Roma      | 4 - 3  | Torino     | 2 - 1      | 2 - 2      |
| Napoli    | 6 - 2  | Lecce      | 2 - 0      | 4 - 2      |

## Semifinali
| Squadra 1 | Totale          | Squadra 2  | Andata     | Ritorno    |
| --------- | --------------- | ---------- | ---------- | ---------- |
|           |                 |            | 05.02.1997 | 19.02.1997 |
| Atalanta  | 2 - 1           | Fiorentina | 1 - 0      | 1 - 1      |
| Napoli    | 2 - 2 (5-4 dcr) | Roma       | 2 - 0      | 0 - 2      |

## Finale
| Squadra 1 | Totale | Squadra 2 | Andata     | Ritorno    |
| --------- | ------ | --------- | ---------- | ---------- |
|           |        |           | 12.03.1997 | 02.04.1997 |
| Napoli    | 4 - 0  | Atalanta  | 1 - 0      | 3 - 0      |

| Arbitro: | Bernabini (Roma) |

| |            | |
| Longo 62’ | Marcatori  | |
| Coppola Malafronte Morgante Panarelli D'Apice Amita Marzano Scala Longo (77' Facciarusso) Scarlato Fava Passaro | Formazioni | A.Natali Rustico (43' Cilli) P. Regonesi Carobbio Bonfanti C. Natali Mirabile Zauri Rossini Marcandalli (66' Colombo) L.Regonesi |
| Montefusco | Allenatori | Prandelli |

| Arbitro: | Cavallaro (Legnago) |

| |            | |
| | Marcatori  | 36’ Marzano 44’ Panarelli 45’ Fava Passaro |
| A.Natali (51' Carraro) Rustico Bonfanti C. Natali P. Regonesi (59' Marcandalli) Mirabile Zauri Carobbio (46' Mutarelli) L.Regonesi M.Morfeo Colombo | Formazioni | Coppola Malafronte Morgante Panarelli D'Apice Amita Marzano (85' Di Napoli) Longo Cimadomo Scarlato (86' Facciorusso) Fava Passaro (90' Scotti Di Uccio) |
| Prandelli | Allenatori | Montefusco |